# Депсиди
Депсиди (рос. депсиды, англ. depsides) — естери, утворені з двох або більше молекул однакових або різних бензойних кислот. 
Залежно від числа одиниць компонентів, можуть бути ди-, три- і т. д. депсиди.
Приклади: 4-О-галоїлгалова кислота.